# شب یلدا (فیلم)
شب یلدا فیلمی ایرانی ساخته کیومرث پوراحمد محصول سال ۱۳۸۰ با بازی محمدرضا فروتن، هیلدا هاشم‌پور، الهام چرخنده و پروین‌دخت یزدانیان است. داستان فیلم الهام‌گرفته از زندگی کارگردان است. در این فیلم، علی قائم‌مقامی به عنوان مدیر تولید و پری ملکی به عنوان تنظیم‌کننده موسیقی صحنه‌ها و تعلیم آواز با کیومرث پوراحمد همکاری داشتند.

## خلاصه داستان
حامد (محمدرضا فروتن) علی‌رغم علاقه بسیار به همسرش مهناز (الهام چرخنده) و فرزندش نازی، آن‌ها را پس از ده سال زندگی مشترک به خارج از کشور می‌فرستد. بهانه مهناز برای سفر، آزادی بیشتر است، اما پس از خروج از کشور، رفتارهای مشکوکی از او سر می‌زند. دوستان حامد در خارج، به او اطلاع می‌دهند که مهناز با فردی به نام «آقای شریف» (از دوستان قدیمی حامد) در ارتباط است. حامد که از نظر روحی بسیار حساس شده، به همسرش بدگمان می‌شود و خود را در خانه حبس می‌کند. در این مدت، او به‌طور اتفاقی و به صورت تلفنی، با زنی مطلقه به نام «پریا فردوسی» آشنا می‌شود و به توصیه پریا، به مرور گذشته‌اش می‌پردازد. او به تدریج درمی‌یابد که مهناز او را دوست نداشته و بدون عشق با او زندگی کرده‌ است. مهناز پس از مدتی، تلفنی به حامد اطلاع می‌دهد که برای گرفتن اقامت، باید از حامد طلاق بگیرد و به عقد شریف دربیاید. حامد یک سال را در وضعیت سردرگمی و افسردگی می‌گذراند.

## بازیگران
- محمدرضا فروتن
- پروین‌دخت یزدانیان
- الهام چرخنده
- هیلدا هاشم پور
- مریم پوراحمد
- محمد جعفریه
- محمدحسین سعدآبادی
- ولی اله رهبر
- مینا موسوی
- نیلا نواپور
- مهسا دهقانی‌زاده
- امیر قادری
- سارا سلطانی
- فرزاد حاتمیان
- فریده بلوری

## استقبال
مجله فیلم و سینما این فیلم را به عنوان یکی از صد فیلم برتر تاریخ سینمای ایران معرفی کرده و دربارهٔ آن نوشته‌است:
حتی کسی که در آثار قبلی پوراحمد (جز در آلبوم تمبر و دقایق و لحظاتی از مجموعه‌های قصه‌های مجید و سرنخ) چیز قابل اعتنا و دندان‌گیری مشاهده نکرده هم نمی‌تواند به کیفیت چشمگیر شب یلدا چشم ببندد. پوراحمد در این حدیث نفس صادقانه و پر حس و حال، خود را به رعایت دقیق جزئیاتی دانسته که نمونه‌هایش را در آثار قبلی‌اش به سختی می‌توان سراغ گرفت. او با تسلطی چشمگیر در فضایی بسته و با تنها یک بازیگر، موفق به جذب همدلی و همراهی مخاطب می‌شود. پوراحمد برای ساختن گذشته حامد (فروتن) به جای متوسل شدن به فلاش بک، استفاده خلاقانه از نوار ویدئو می‌کند. شخصیت زن را هم یک‌بعدی نشان نمی‌دهد (و تازه در کنار مهناز، پریا را هم وارد ماجرا می‌کند تا در جهان اثر نمونه زن مثبت و خوب تنها در وجود مادر خلاصه نشود) بهترین بهره را از وجود تصنیف‌های قدیمی به خصوص در تیتراژ می‌کند، همچنان که بهترین بازی سال‌های اخیر را از فروتن می‌گیرد و بغضش را هم می‌ترکاند، چنان درست و بجا که تحسین نکردنش دشوار است.
خیلی‌ها پوراحمد را به عنوان کارگردان این فیلم می‌شناسند. بعد از شش سال دوری از سینما و ساخت موفق مجموعه تلویزیونی سر نخ، پوراحمد تصمیم گرفت یکی از شخصی‌ترین آثار کارنامه‌اش را بسازد. داستان تلخ فیلم، ریشه در زندگی خصوصی کارگردانش دارد. محمدرضا فروتن نیز با بازی در این فیلم بیش از پیش به عنوان یکی از ستاره‌های سینمای ایران شناخته شد.
پوراحمد دربارهٔ این فیلم می‌گوید: «شب یلدا پس از اکران کشف شد و دیده شد. من زیاد از دوستان و اطرافیان و غریبه‌ها شنیده‌ام که فیلم را پنج بار، شش بار و شانزده بار دیده‌اند. آقایی در سوئد به من می‌گفت فیلم را سی چهل بار دیده‌است.» البته پوراحمد معتقد است فیلمی مثل شب یلدا دیگر تکرار نمی‌شود، چون بخشی از هر فیلم، حدیث نفس است و از آنجا که دوز و درجه این حدیث نفس در شب یلدا در بیشترین حد است، دیگر تکرار نمی‌شود.
بعد از یکی از اکران‌های دانشجویی فیلم شب یلدا، یکی از دانشجویان به پوراحمد می‌گوید: «آقای پوراحمد بعد از این فیلم مرده‌ای! برای اینکه دیگر نمی‌توانی بهتر از این فیلم بسازی!» پوراحمد می‌گوید: «من سعی خودم را می‌کنم اگر موفق نشدم انا لله و انا الیه راجعون و اگر موفق شدم که …»
سال‌ها بعد از شب یلدا، پوراحمد با فیلم اتوبوس شب، بار دیگر به آغوش گرم منتقدان و جوایز ریز و درشت جشن‌ها و جشنواره‌های داخلی بازگشت.
به گفته پوراحمد: «شب یلدا جزو معدود فیلم‌های خودم است که دوستش دارم و مردم هم دوستش دارند و شاید نشانه دوست داشتن این است که در تمام این ۱۰ سال مدام در شبکه نمایش خانگی تکثیر می‌شود و همچنان جزو پرفروش‌های این رسانه است.»

## جوایز
- جایزه بهترین بازیگر نقش اول مرد از پنجمین جشن خانه سینما برای محمدرضا فروتن
- جایزه حافظ بهترین بازیگر نقش اول مرد از پنجمین جشن دنیای تصویر برای محمدرضا فروتن
- بهترین جلوه‌های ویژه سال (میرنظام الدین مدنی)، دوره ۱۶ منتخب نویسندگان و منتقدان در سال ۱۳۸۰
- بهترین بازیگر نقش اول مرد سال (محمدرضا فروتن)، دوره ۱۶ منتخب نویسندگان و منتقدان در سال ۱۳۸۰